# Bassaniodes caperatoides
Bassaniodes caperatoides es una especie de araña cangrejo del género Bassaniodes, familia Thomisidae. Fue descrita científicamente por Levy en 1976.

## Distribución
Esta especie se encuentra en Israel.